# 서예화
서예화(1989년 3월 8일 ~ )는 대한민국의 배우이다.

## 학력
- 동덕여자고등학교 (졸업)

## 출연작

### 드라마
- 《모텔 캘리포니아》 (MBC, 2025년) - 박 에스더 역
- 《종말의 바보》 (Netflix, 2024년) - 소주연 역
- 《남남》 (ENA, 2023년) - 임태경 역
- 《꽃 피면 달 생각하고》 (KBS2, 2021년) - 천금 역
- 《경찰수업》 (KBS2, 2021년) - 백희 역
- 《빈센조》 (tvN, 2021년) - 장연진 역
- 《편의점 샛별이》 (SBS, 2020년) - 황금비 역
- 《인간수업》 (넷플릭스, 2020년) - 나성미 역
- 《그녀의 사생활》 (tvN, 2019년) - 유경아 역
- 《무법 변호사》 (tvN, 2018년) - 금자 역
- 《청춘시대 2》 (JTBC, 2017년) - 특별출연 EP.10
- 《쇼핑왕루이》 (MBC, 2016년) - EP.15 간호사
- 《아이가 다섯 》 (kbs2, 2016년) -단역 네일아트 학원 상담원 역 36회
- 《꽃할배 수사대》 (tvN, 2014년) - 준혁 여동생 이수정 역

### 영화
- 《소년들》 (2023년) - 전승아 역

### 뮤지컬
- 《거울공주 평강이야기》
- 《그대와 영원히》
- 《오 당신이 잠든 사이》
- 《힐링하트 시즌3：꼬리많은남자》
- 《군수선거》
- 《더 초콜릿》
- 《온에어 초콜릿》
- 《사랑을 이루어 드립니다》
- 《왕자와 거지》

### 연극
- 《메모리 인 드림》
- 《우리 노래방 가서 얘기 좀 할까》
- 《나와 할아버지》
- 《신인류의 백분토론》
- 《올모스트 메인》
- 《러브 액츄얼리 2》
- 《러브 액츄얼리》
- 《새끼손가락》

## 수상 및 후보
| 연도 | 시상식       | 부문            | 작품          | 결과 |
| ---- | ------------ | --------------- | ------------- | ---- |
| 2020 | SBS 연기대상 | 여자 신인연기상 | 편의점 샛별이 | 후보 |